# (4357) Korinthos
(4357) Korinthos (2069 T-2) – planetoida z pasa głównego asteroid okrążająca Słońce w ciągu 5,21 lat w średniej odległości 3,01 j.a. Odkryta 29 września 1973 roku.